# Karacs Ferenc
Karacs Ferenc (Püspökladány, 1770. március 16. – Pest, 1838. április 14.) térképkészítő rézmetsző.

## Élete
Nemesi családból származott, apja Karacs János, anyja Makay Sára, egyik testvére, Karacs János református pap. Felesége Takács Éva írónő. Tanulmányait a Debreceni Református Kollégium Gimnáziumában kezdte. Csokonai Vitéz Mihállyal és a későbbi bécsi tanár Márton Józseffel szobatársak voltak. Debreceni évei alatt az Erőss testvérek (János és Gábor) által létrehozott rézmetsző önképzőköri csoporthoz csatlakozott Kováts György, Sárvári Pál, Pethe Ferenc és Kiss Sámuel társaságában, akikkel együtt fellendítették a kollégiumi rézmetszést. Ezekben az években több térképet készített a gimnázium részére, és azzal segítve a szemléltető oktatói munkát. 1793-ban az iskola elvégzése után Pestre került, ahol mérnöknek tanult. Tanárai Dugonics András és Mitterpacher Lajos voltak. Képzése során a térképészet lett a fő érdeklődési köre. Térképeit nem csak papírra készítette el, hanem művészi rézmetszeteket készített róluk.

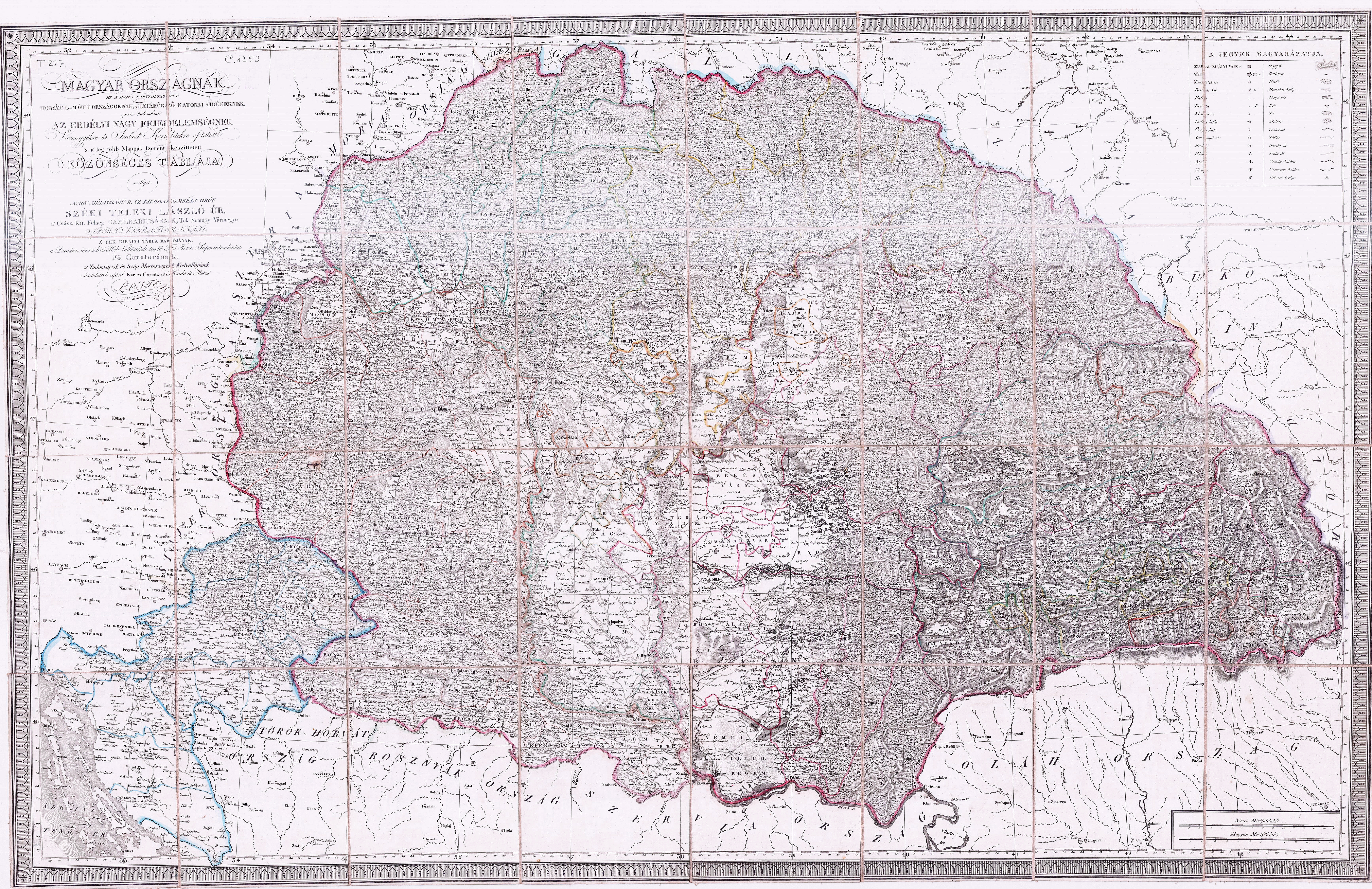
Karacs Ferenc részletgazdag Magyarország térképe

A mérnöki pálya helyett a rézmetszéssel kezdett el komolyabban foglalkozni, és Bécsben a legjobb mesterektől leste el a technikát. Hazatérve Pesten telepedett le. József nádor, Széchényi Ferenc, Teleki László valamint egyházi személyek is művészi munkájának folytatására biztatták és megrendeléseket is kapott.
Élete során többször kapott külföldi, jól jövedelmező ajánlatokat, így például az orosz cári udvarba is, de ő ragaszkodott a magyarországi pályához. Tervei között szerepelt magyar nyelvű térképek kiadása, de anyagiak hiányában csak egy 21 oldalas Európa térkép, egy iskolai atlasz és egy fali Magyarország térkép valósult meg ebből. Ezeken kívül rézbe metszette mások térképeit, díszes iratokat, okleveleket és újságokba készített térképeket.
Társaságában gyakran megfordultak a magyar irodalom, a könyvkiadás és a tudományos élet korabeli szereplői is, így például: Horvát István, Virág Benedek, Fáy András, Vitkovics Mihály. 
Emlékét Debrecenben egy utca, Püspökladányban a gimnázium és a múzeum nevében őrzi.